# Gargan (tramway d'Île-de-France)
Pour les articles homonymes, voir Gargan.
Gargan est une gare ferroviaire française de la ligne de Bondy à Aulnay-sous-Bois (dite ligne des Coquetiers), située sur le territoire de la commune des Pavillons-sous-Bois, à la limite de celle de Livry-Gargan, dans le département de la Seine-Saint-Denis en région Île-de-France.
C'est une gare, lorsqu'elle est mise en service en 1875 par la Compagnie du chemin de fer de Bondy à Aulnay.
Réaménagée, elle est rouverte en 2006 comme halte voyageurs (dite aussi station) de la Société nationale des chemins de fer français (SNCF) desservie par les tram-trains de la ligne 4 du tramway d'Île-de-France.

## Situation ferroviaire
Établie à environ 58 mètres d'altitude, la gare de « Gargan » est située au point kilométrique (PK) 3,8 de la ligne de Bondy à Aulnay-sous-Bois (dite ligne des Coquetiers), entre les gares des Pavillons-sous-Bois et de Lycée Henri Sellier.

## Histoire
La gare de Gargan a été créée en août 1875 lors de la mise en service de la ligne de Bondy à Aulnay-sous-Bois, dite ligne des Coquetiers. La création d'une nouvelle voie nécessite la démolition de la gare originelle et elle est rebâtie en 1915 par la Compagnie de l'Est, avec des installations marchandises (une halle de 60 m2 et deux cours, dont l'une dédiée au négoce du charbon).

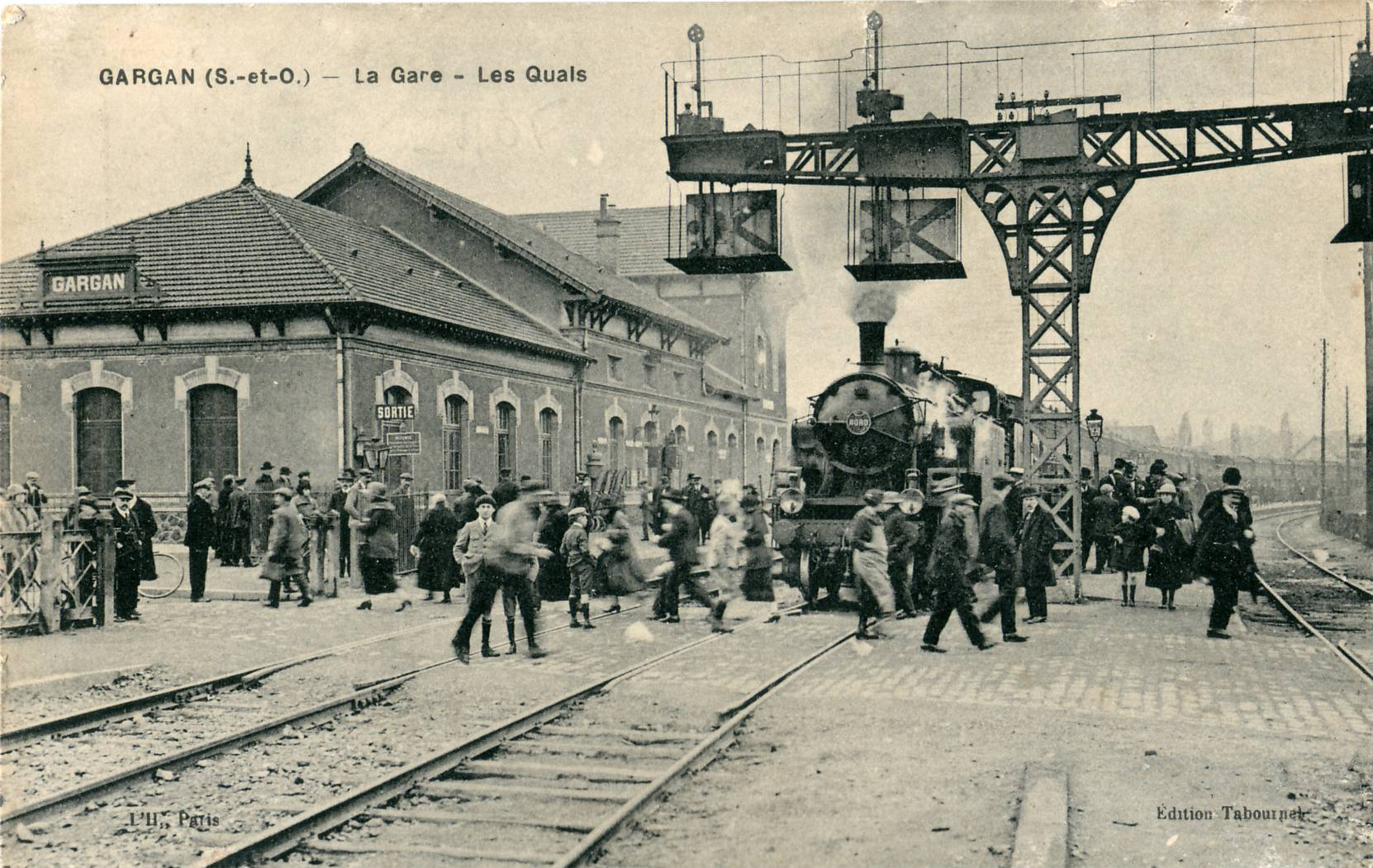
La seconde gare.

Le tramway Gargan – Livry, exploité de 1890 à 1930, y avait son terminus avec son propre quai d'embarquement, ainsi qu'un parc à coke et une grue-réservoir. La gare de Gargan était également l'un des terminus des tramways électriques exploités par la Compagnie des tramways de l'Est parisien. C'est à partir des années 1950, qu'un marché est établi sur la place de la Gare. La gare a eu un rôle majeur pour l'urbanisation des secteurs avoisinant, notamment sous forme de lotissements gagnés sur l'ancienne forêt de Bondy. Chaque dimanche, la gare de Gargan recevait également des Parisiens, venus chercher la fraîcheur et le dépaysement de la campagne. 
La suppression du trafic marchandises et l'augmentation du trafic voyageurs justifient la construction d'une troisième gare en 1980.
Le 30 mai 1987, la locomotive BB 15040R de la série BB 15000, y est baptisé dans cette gare, en recevant le blason de Livry-Gargan. 
Dans les années 1990, le terminus de l'ancienne ligne de tramway désaffecté depuis 1930, ainsi que l'ancienne halle à marchandises également désaffectée depuis, sont entièrement démolis afin d'y construire des nouveaux logements avoisinant la gare.
La gare ferme en 2003, pour des travaux de reconversion destinés à la transformation de la ligne des Coquetiers en une ligne de tramway, parcourue par des tram-trains, devenant alors une simple station de tramway ;  elle est rouverte en 2006. 
Lors de son conseil du 11 avril 2012, le STIF a décidé que le débranchement en direction de Montfermeil se ferait à partir de la station de Gargan. L'enquête publique est prévue fin 2012, pour un démarrage des travaux en 2014 et une mise en service à partir de 2017, reportée en 2020 avant d'être réalisée en trois phases entre 2019 et 2022. 
La gare a été de nouveau réaménagée au cours de l'été 2017 pour la déplacer de 90 mètres vers Bondy, pour les besoins du prolongement de la ligne 4 du tramway.

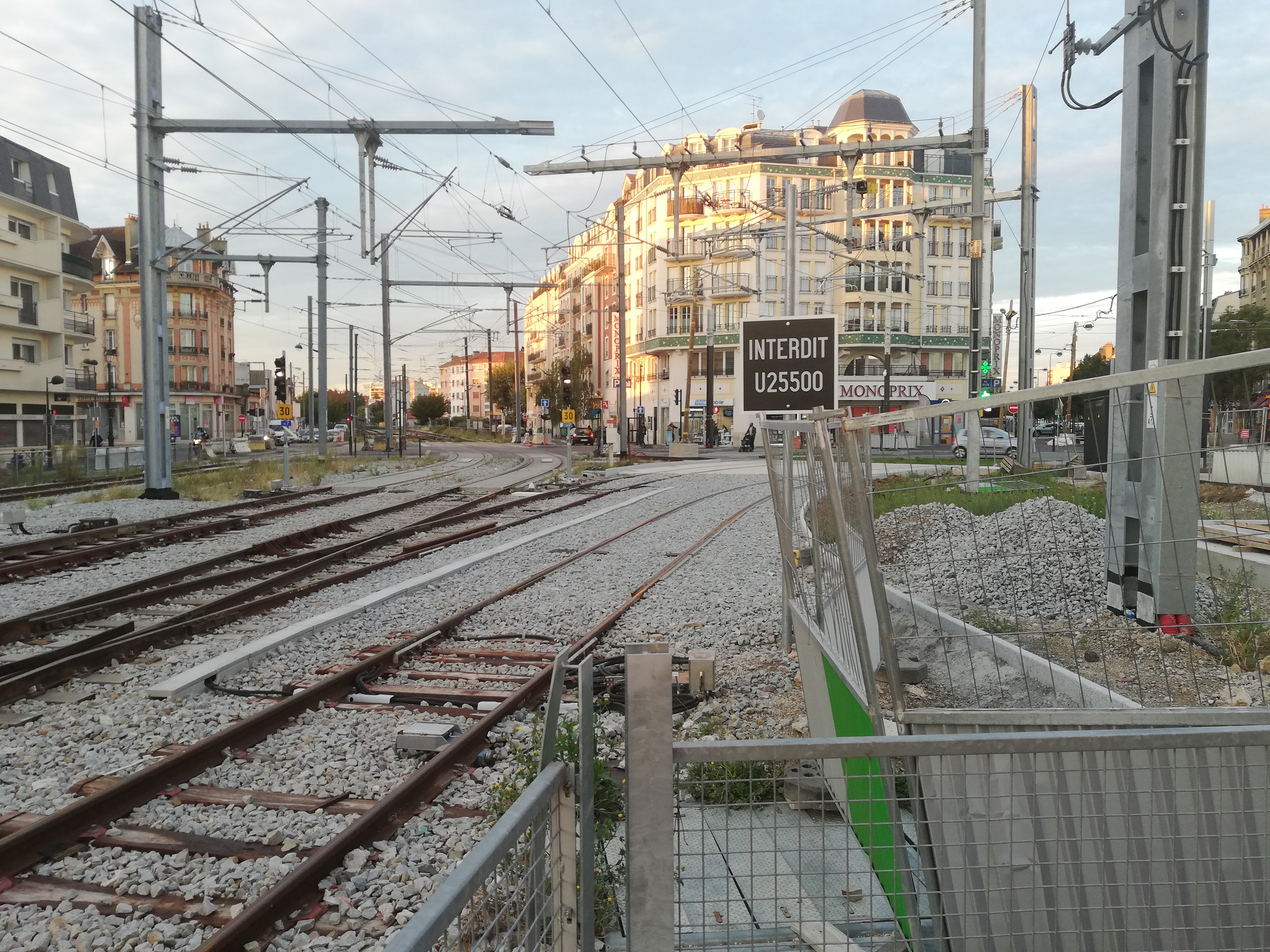
Zone de séparation entre la branche en direction d'Aulnay-sous-Bois et de la branche vers Montfermeil, en octobre 2019.

En 2019, à la suite de la mise en service de la branche en direction d'Arboretum (puis d'Hôpital de Montfermeil en 2020), le débranchement de la ligne s'effectue à la gare de Gargan.

## Fréquentation
De 2015 à 2021, selon les estimations de la SNCF, la fréquentation annuelle de la gare s'élève aux nombres indiqués dans le tableau ci-dessous.
| Année     | 2015      | 2016      | 2017      | 2018      | 2019      | 2020      | 2021      |
| --------- | --------- | --------- | --------- | --------- | --------- | --------- | --------- |
| Voyageurs | 3 304 052 | 3 299 886 | 3 297 972 | 3 233 856 | 3 150 620 | 6 591 131 | 4 574 239 |

## Service des voyageurs

### Accueil
Halte voyageurs ou station SNCF, c'est un point d'arrêt non géré (PANG) à accès libre. Elle dispose de deux quais, de 75 mètres de long chacun, pour desservir les voies A, B et C. Elle est équipée d'un abri sur chacun des quais et d'automates pour l'achat et le compostage de titres de transport. C'est une station accessible « en toute autonomie » par les personnes en fauteuil roulant.

### Desserte
La station de Gargan est desservie par des tram-trains effectuant la relation Bondy – Aulnay-sous-Bois (ligne T4) à raison d'un tram toutes les 6, 9 ou 15 minutes suivant les horaires.

### Intermodalité
La gare est desservie par la ligne 146 du réseau de bus RATP et par les deux circuits (bleu et jaune) de la navette municipale de Livry-Gargan.

## Centre d'exploitation de la ligne

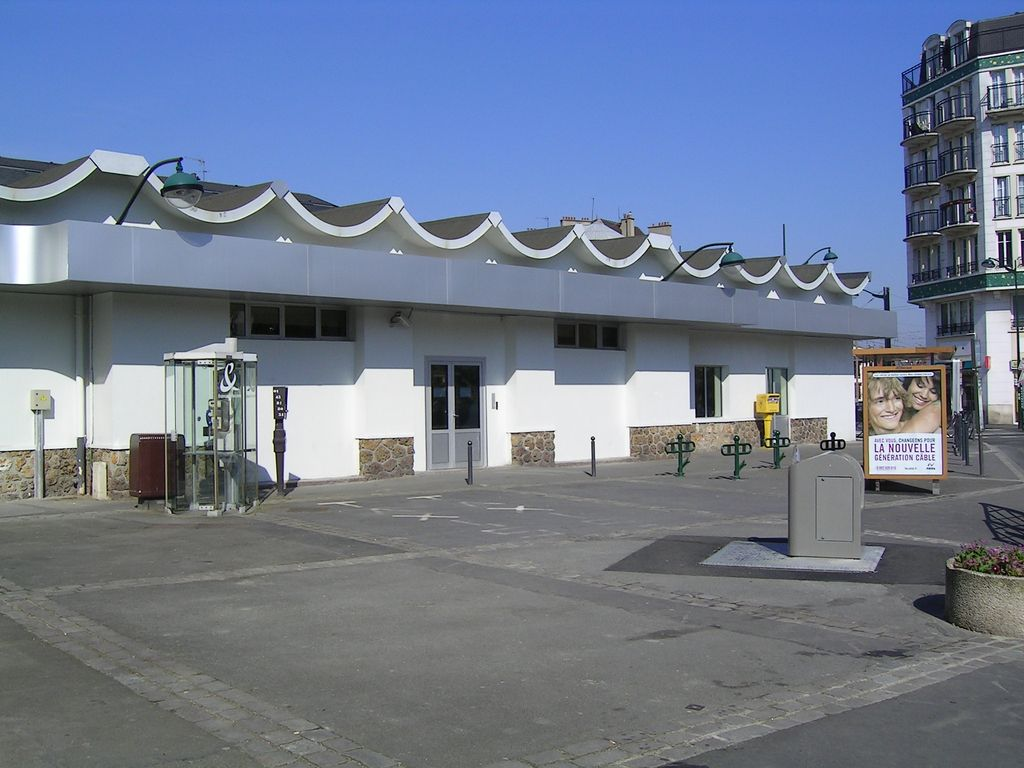
Ancien bâtiment du centre d'exploitation de la ligne T4, désormais détruit.

Un centre d'exploitation de la ligne T4 était initialement situé à la gare de Gargan dans l'ancien bâtiment voyageurs, utilisé comme tel de la construction de la troisième gare de 1980, jusqu'en 2003. Afin de réaliser les travaux d'aménagement de la nouvelle branche, il est détruit en 2017 et déplacé dans les locaux de la gare de Noisy-le-Sec.
Aujourd'hui, il n'existe plus.

## Projets

### T Zen 3
En 2028, elle sera desservie par de la ligne 3 du T Zen dont elle constituera l'un des terminus,.

## Photographies anciennes

La gare, avant sa transformation en station de tramway
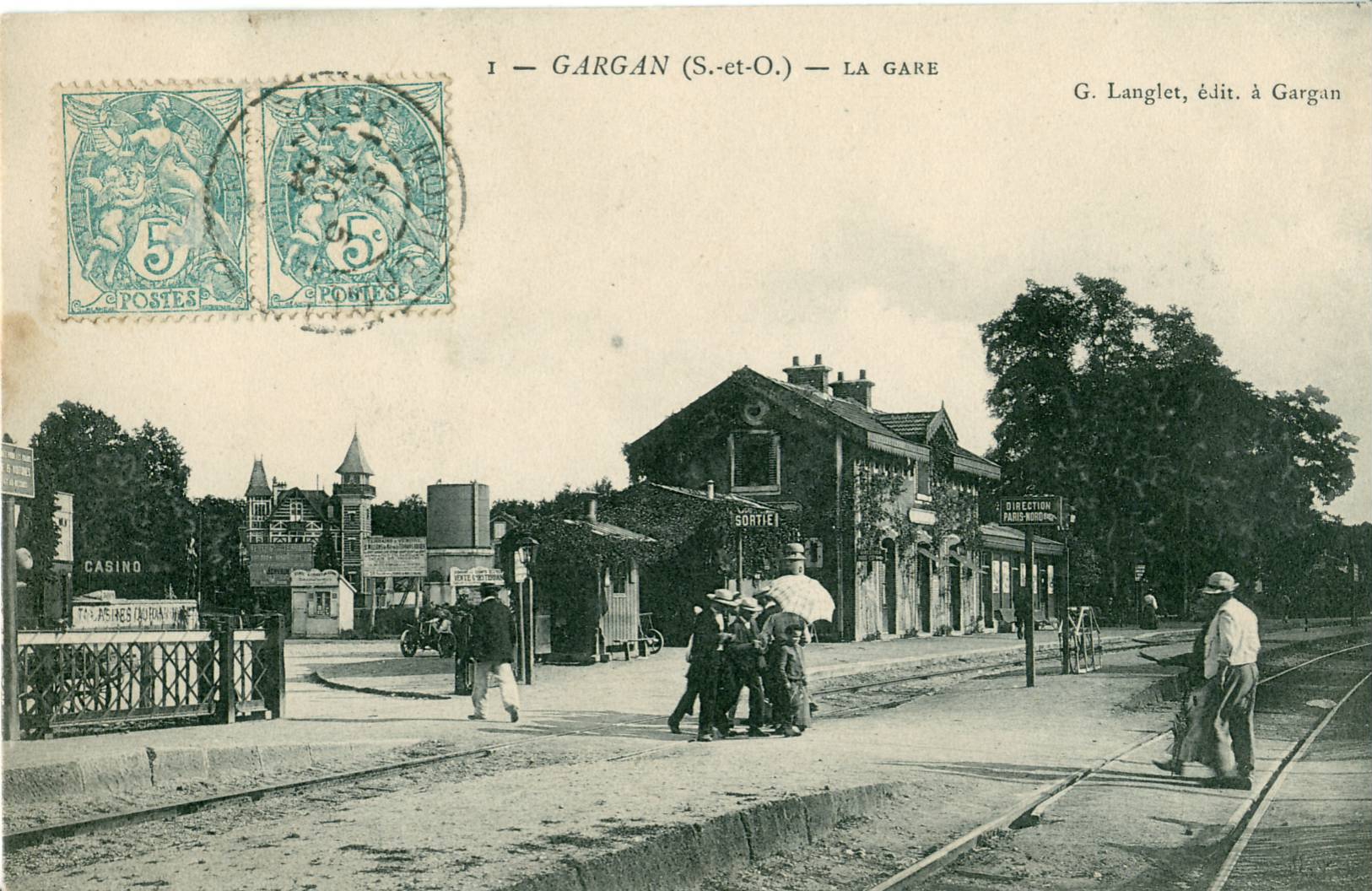
La première gare, au début du XXe siècle.
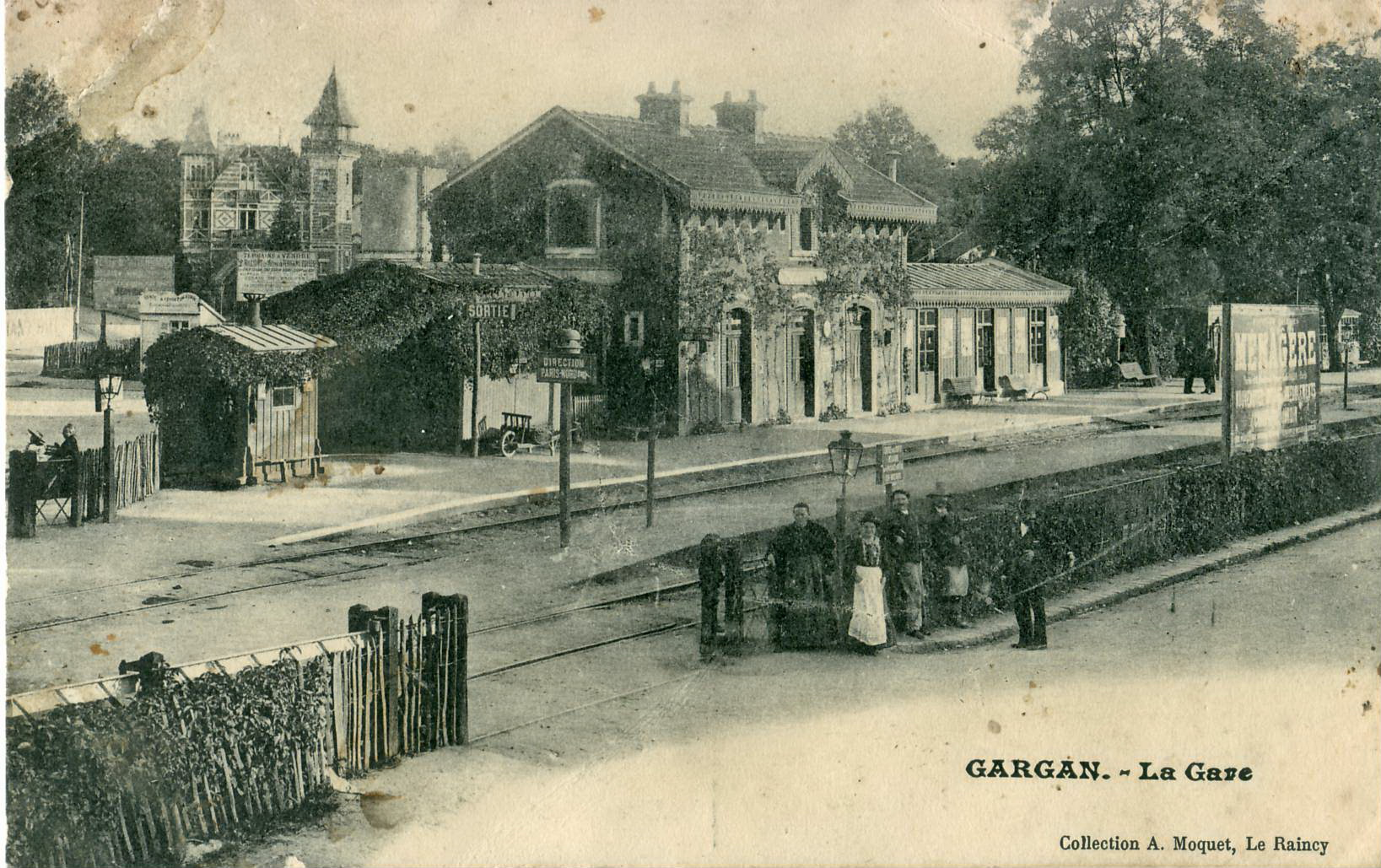
La première gare, au début du XXe siècle.
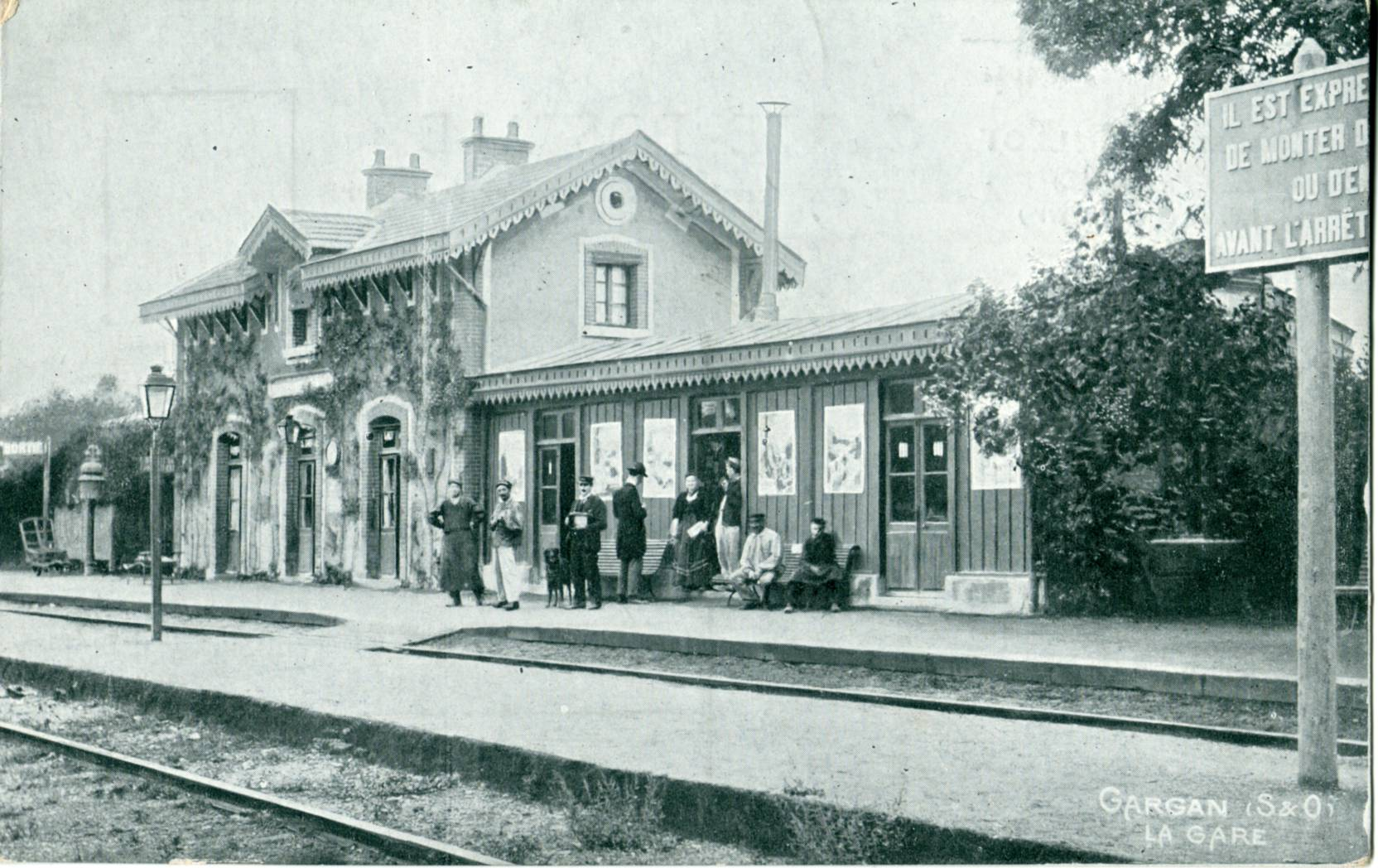
Autre cliché de la gare de 1875.
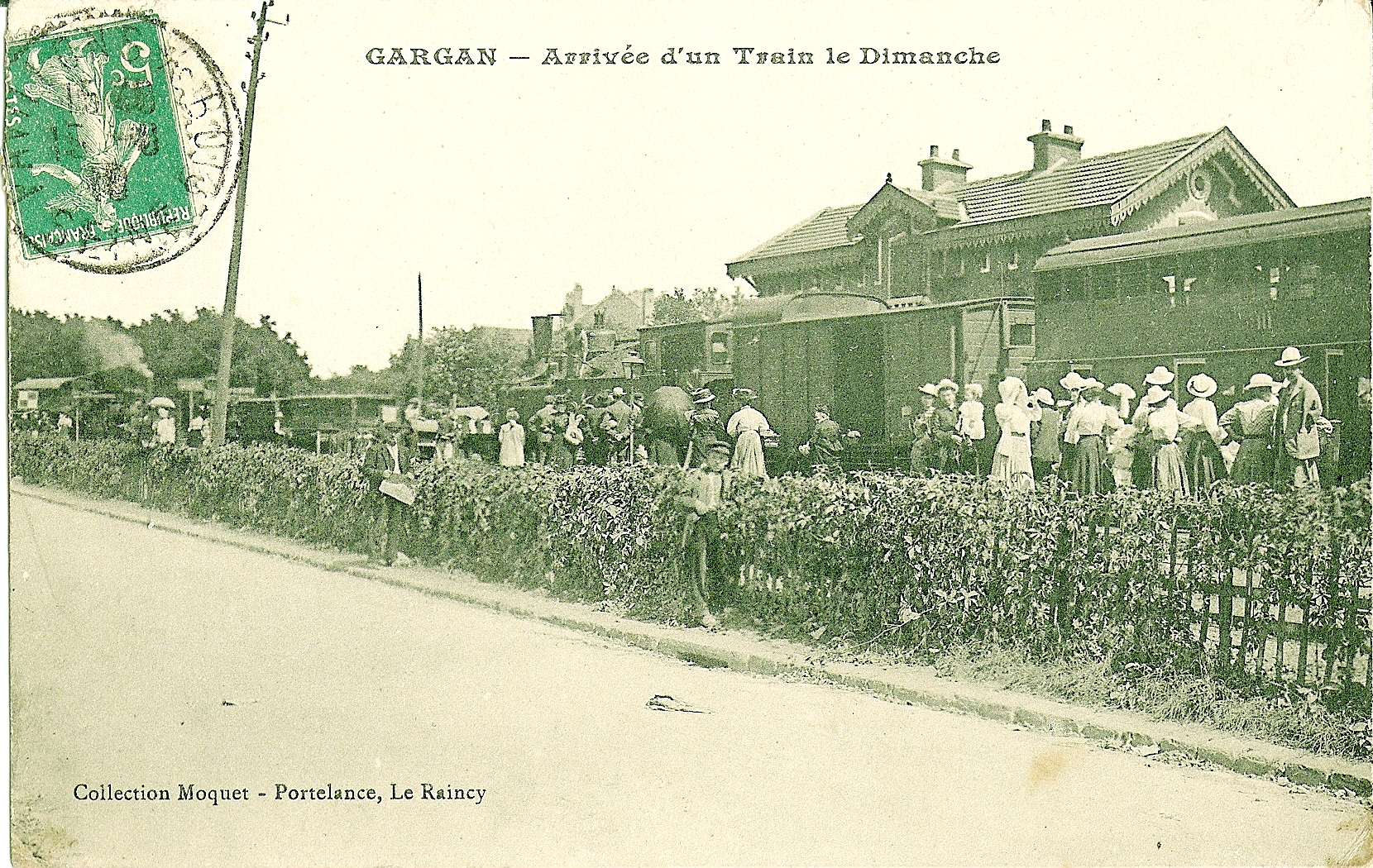
Le chemin de fer permet aux excursionnistes de se rendre dans la forêt de Bondy.
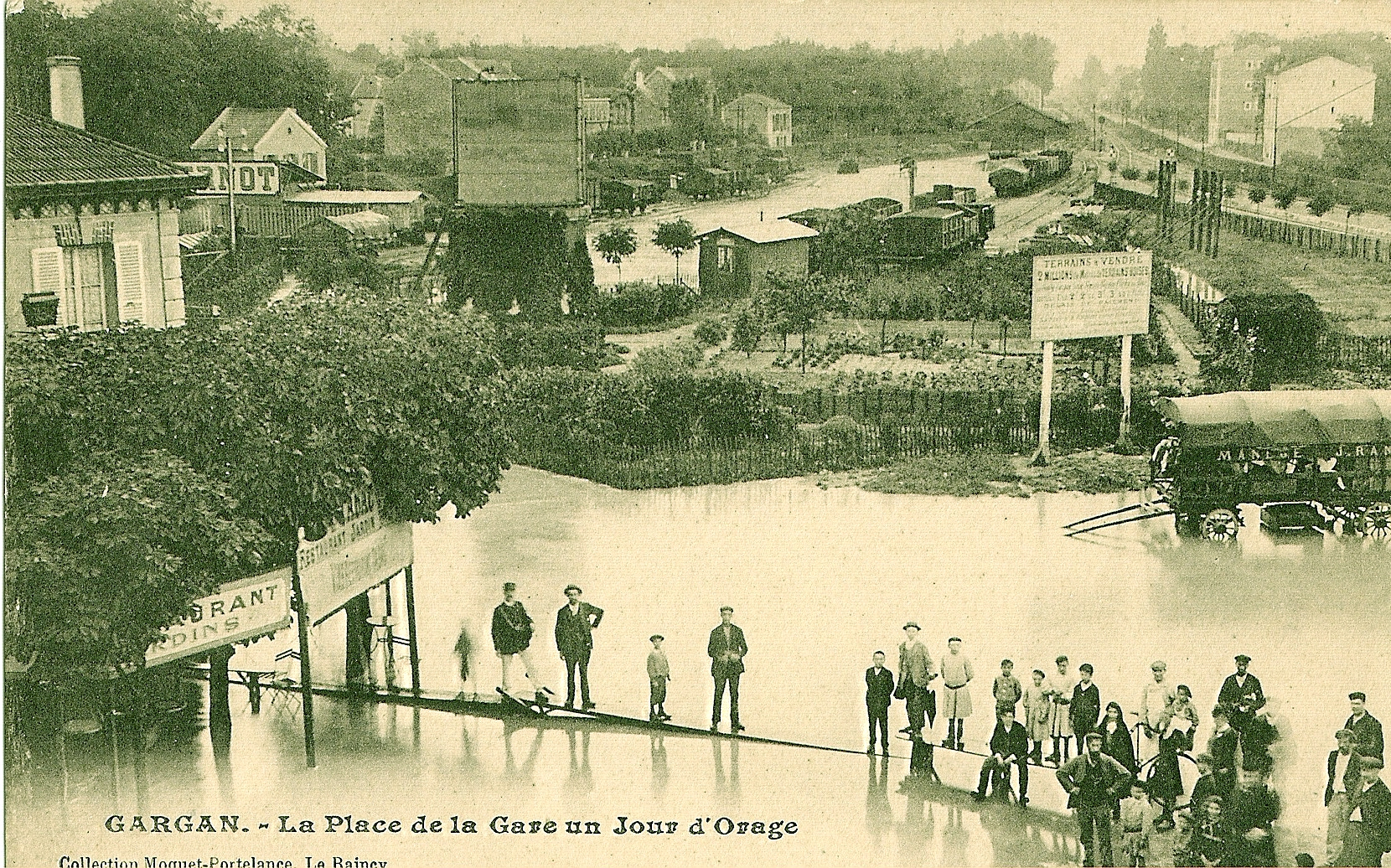
Il n'y a pas que les lotissements défectueux qui étaient mal assainis !
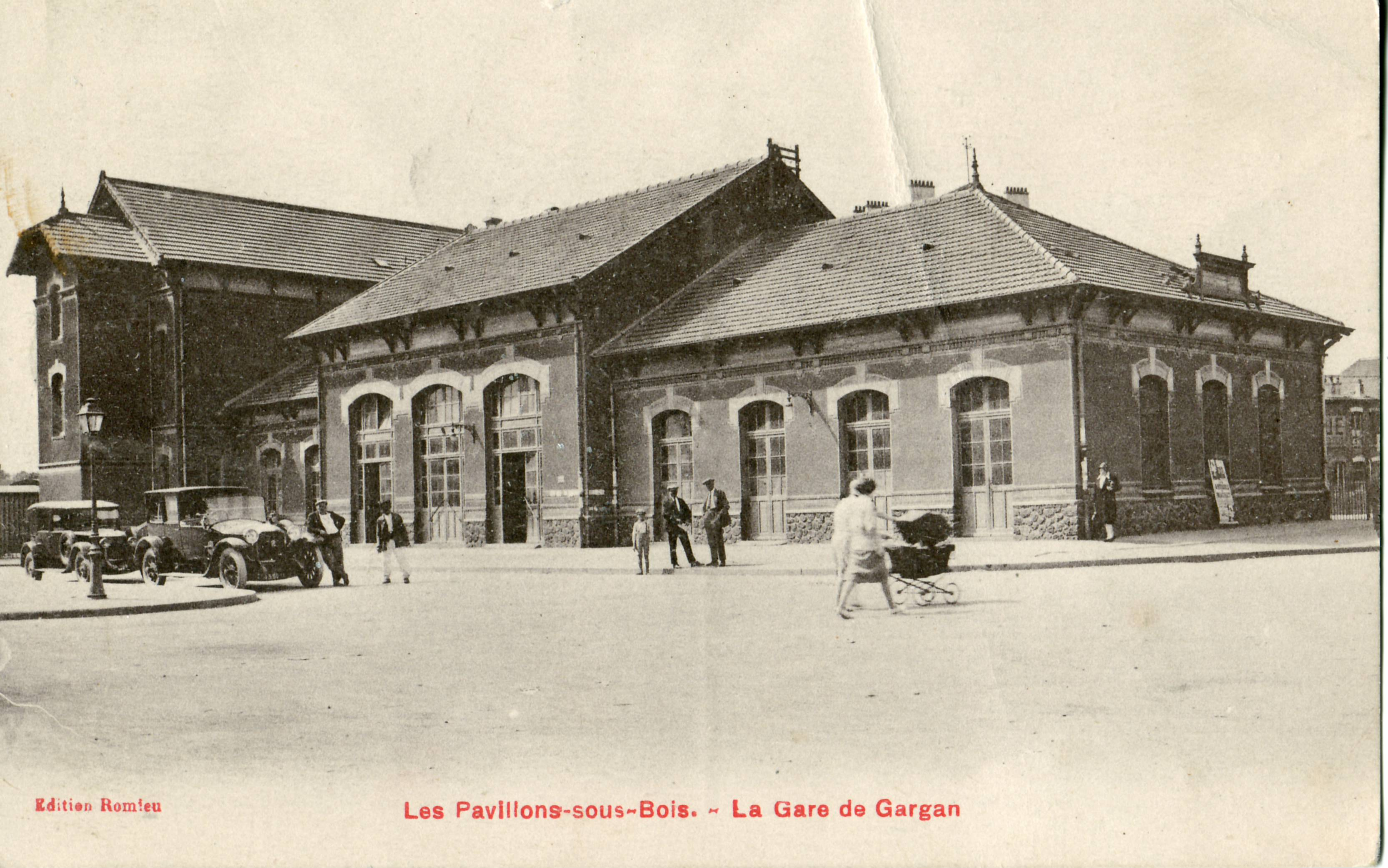
La seconde gare (celle de 1915).
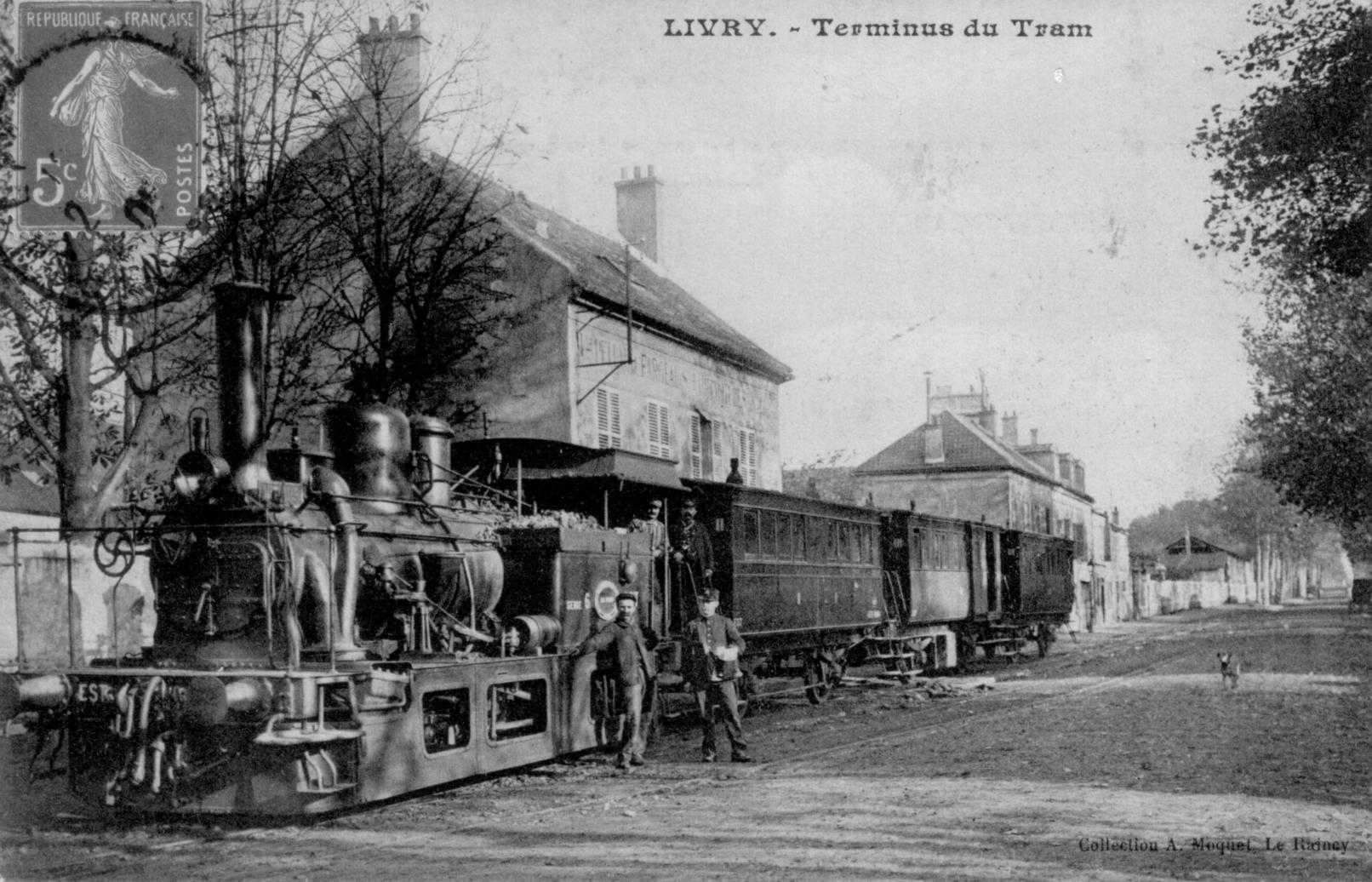
Le tramway de Livry à Gargan avait son terminus à la gare.
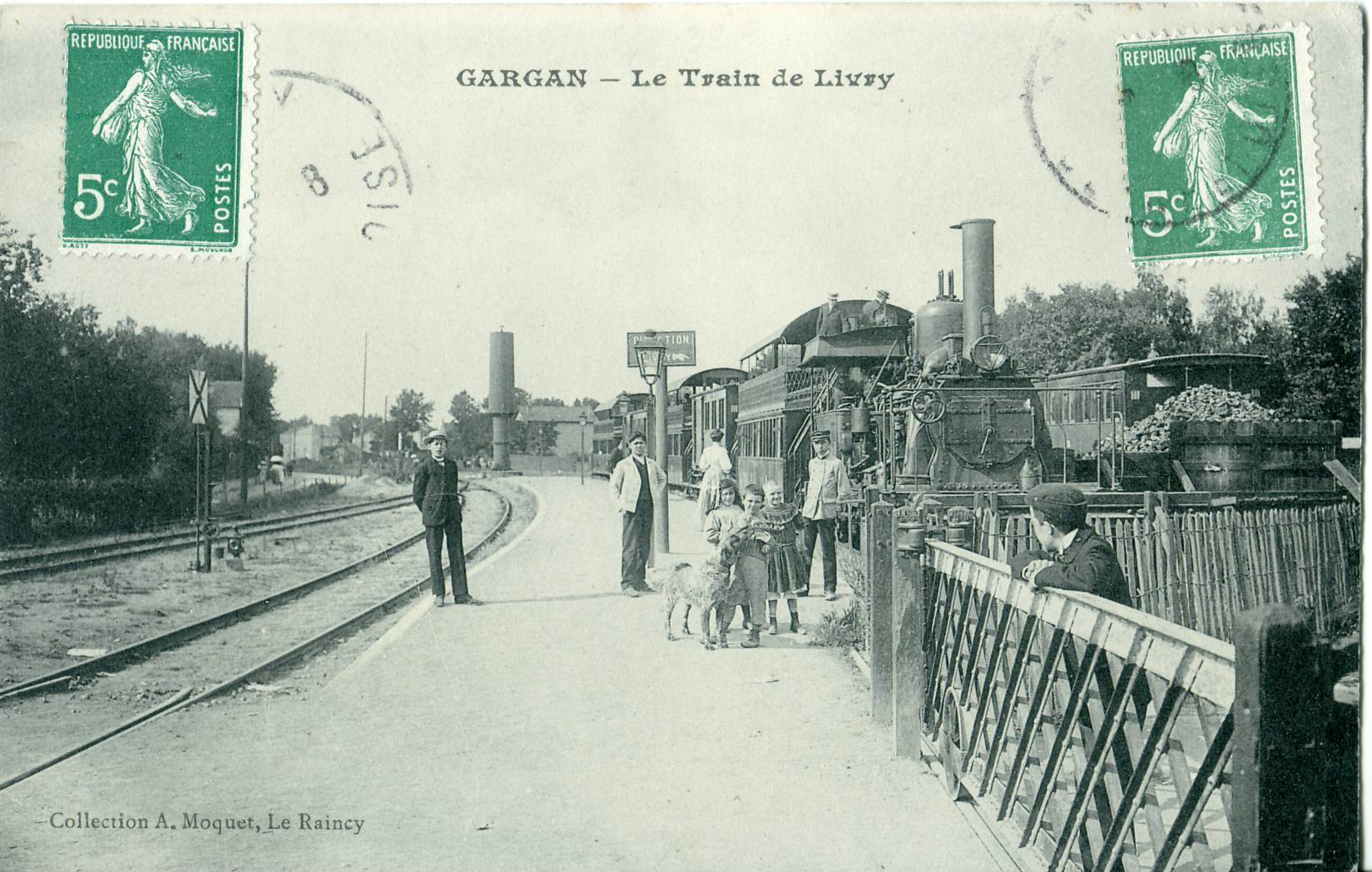
Le terminus, en gare, du tramway de Livry.
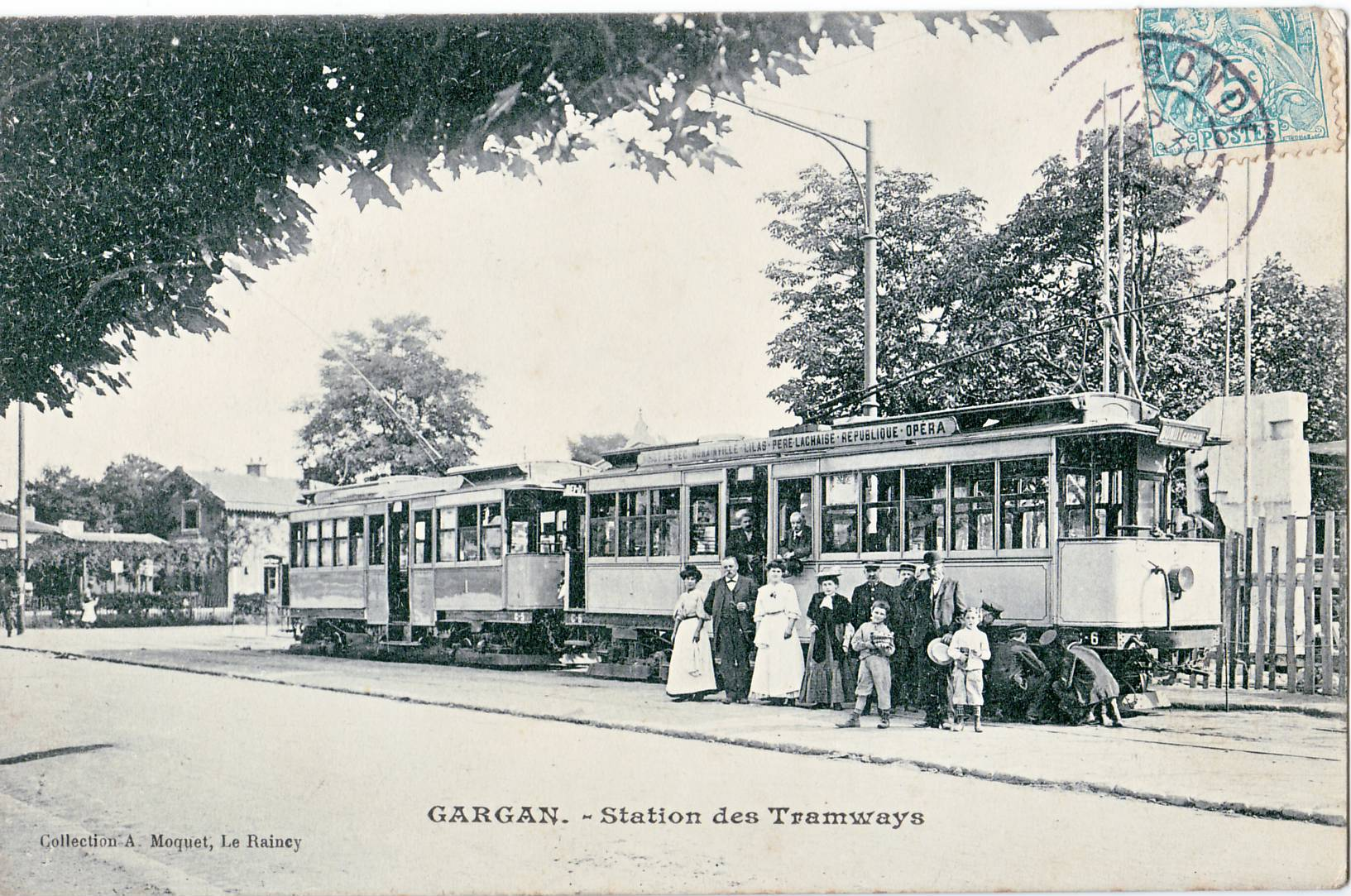
Le terminus de la Compagnie des tramways de l'Est parisien, à la gare.